# Stadion As-Sib
Stadion As-Sib (arab. ملعب السيب) – stadion piłkarski w As-Sib, w Omanie. Swoje mecze rozgrywa na nim drużyna Seeb Club. Obiekt posiada cztery wolno stojące trybuny mogące łącznie pomieścić do 12 000 widzów.